# Søren Hermansen (fodboldspiller)
 Der er flere personer med dette navn, se Søren Hermansen.
Søren Hermansen (født 7. juli 1970) er en tidligere dansk fodboldspiller, der er cheftræner for Lyngby U/17.
Efter sommeren 2017 bliver han ungdomslandstræner for u16 og u18 landsholdet.
Som fodboldspiller var Hermansen aktiv for AGF og IK Skovbakken inden han var med til at rykke op i Superligaen med Aarhus Fremad. Han skiftede efter Fremads nedrykning til Lyngby FC. I 2000 rykkede han til belgiske KV Mechelen og i 2003 til islandske Throttur Reykjavik. I 2005 stoppede han karrieren. Hermansen nåede at score 75 mål i de danske divisioner.
2005-2008 var han assistenttræner i Vanløse IF, inden han blev cheftræner i Skovlunde IF 2008-2009. Han fortsatte derefter til BK Frem som ungdomstræner for U17 drenge. Søren Hermansen tog i 2011 imod trænerjobbet for U17 drenge i Lyngby BK. I 2015 blev han udnævnt til midlertidig træner for Lyngby BK NordicBet Liga hold. I dag er Søren Hermansen U17 drenge landsholdstræner for Dansk Boldspil-Union